# Bán hoang dã

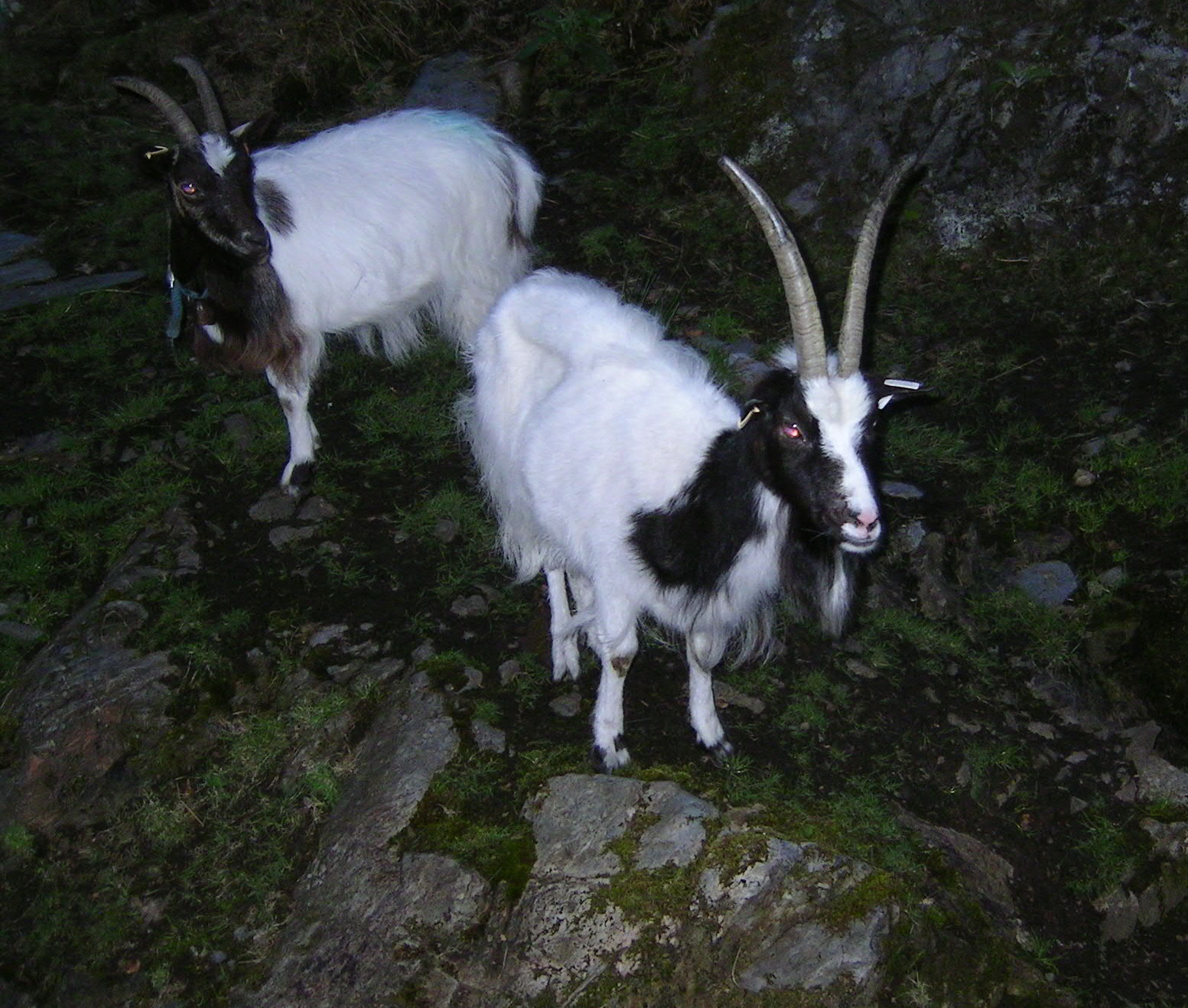
Những con dê Bagot bán hoang dã ở Anh

Động vật bán hoang dã hay nửa hoang dã (Semi-feral) là các loài động vật hay súc vật chủ yếu sống ở trạng thái hoang dã hoặc hoang hóa (đi hoang) nhưng có một số tiếp xúc và kinh nghiệm với con người. Điều này có thể là do nó được sinh ra ở trạng thái thuần hóa và sau đó quay trở lại cuộc sống trong điều kiện hoang dã, tự nhiên hoặc nó có thể là một động vật được lớn lên trong điều kiện cơ bản hoang dã nhưng đã phát triển mức độ thoải mái với con người thông qua việc được cho ăn, được chăm sóc hoặc có sự liên lạc, tiếp xúc thường xuyên với nhau. Các thú nuôi như chó và mèo vốn phụ thuộc vào con người nên chúng không có khả năng tự trụ vững lâu dài trong môi trường tự nhiên, còn những con thú nửa phần hoang dã này có sự tiếp xúc và nhận được hỗ trợ của con người nên có cơ hội sống sót hơn.

## Các loài

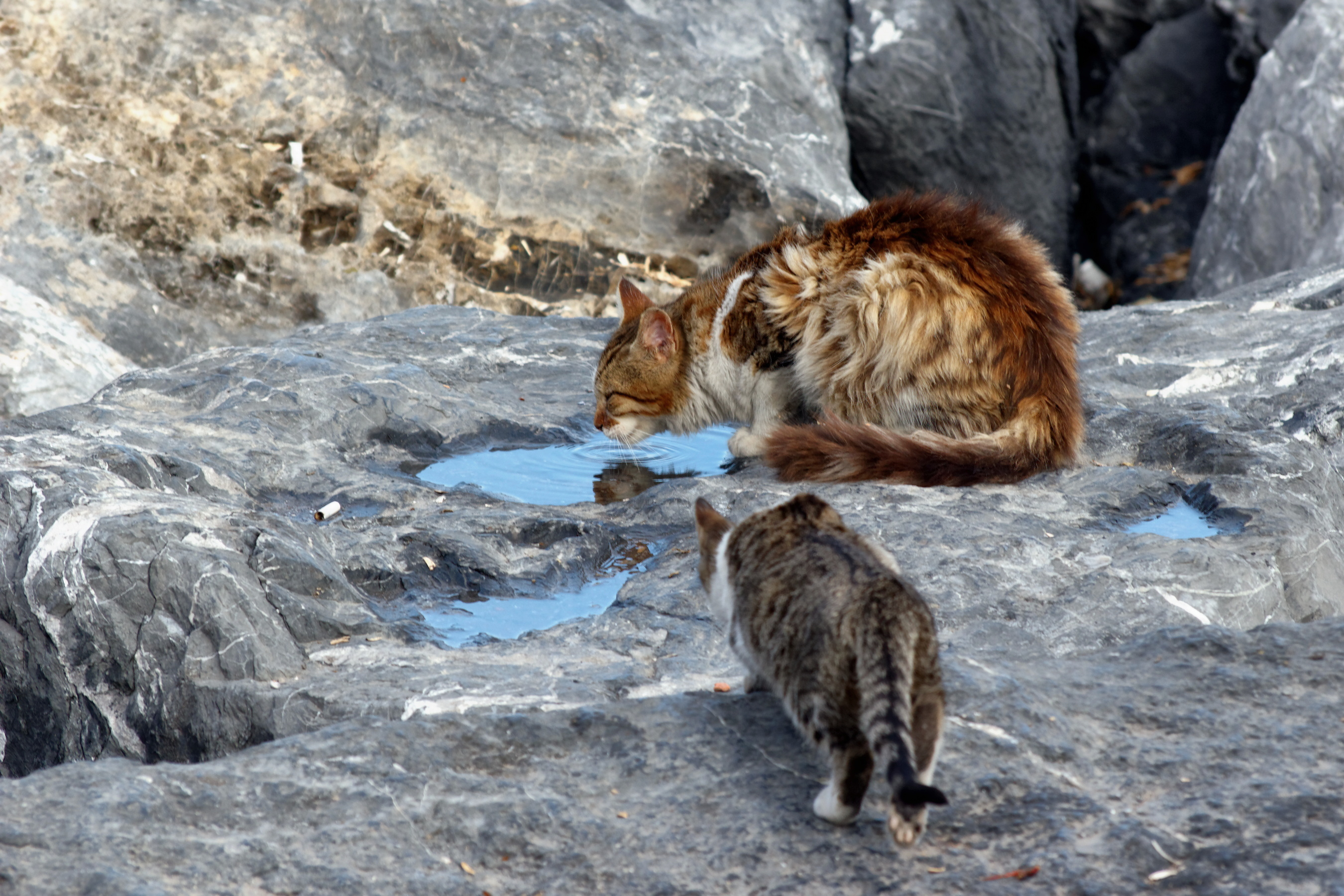
Những con mèo bán hoang dã ở Istanbul

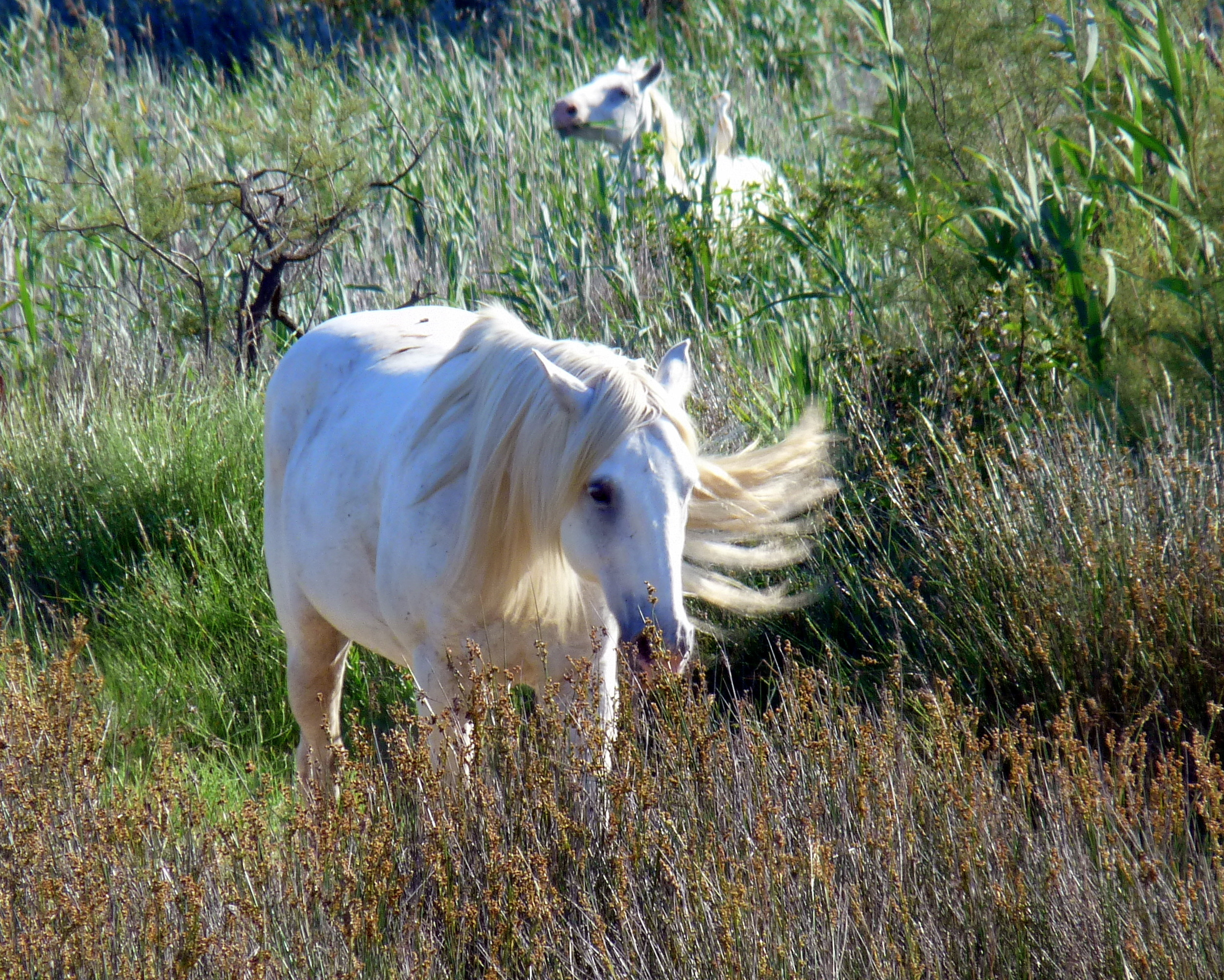
Ngựa bán hoang dã

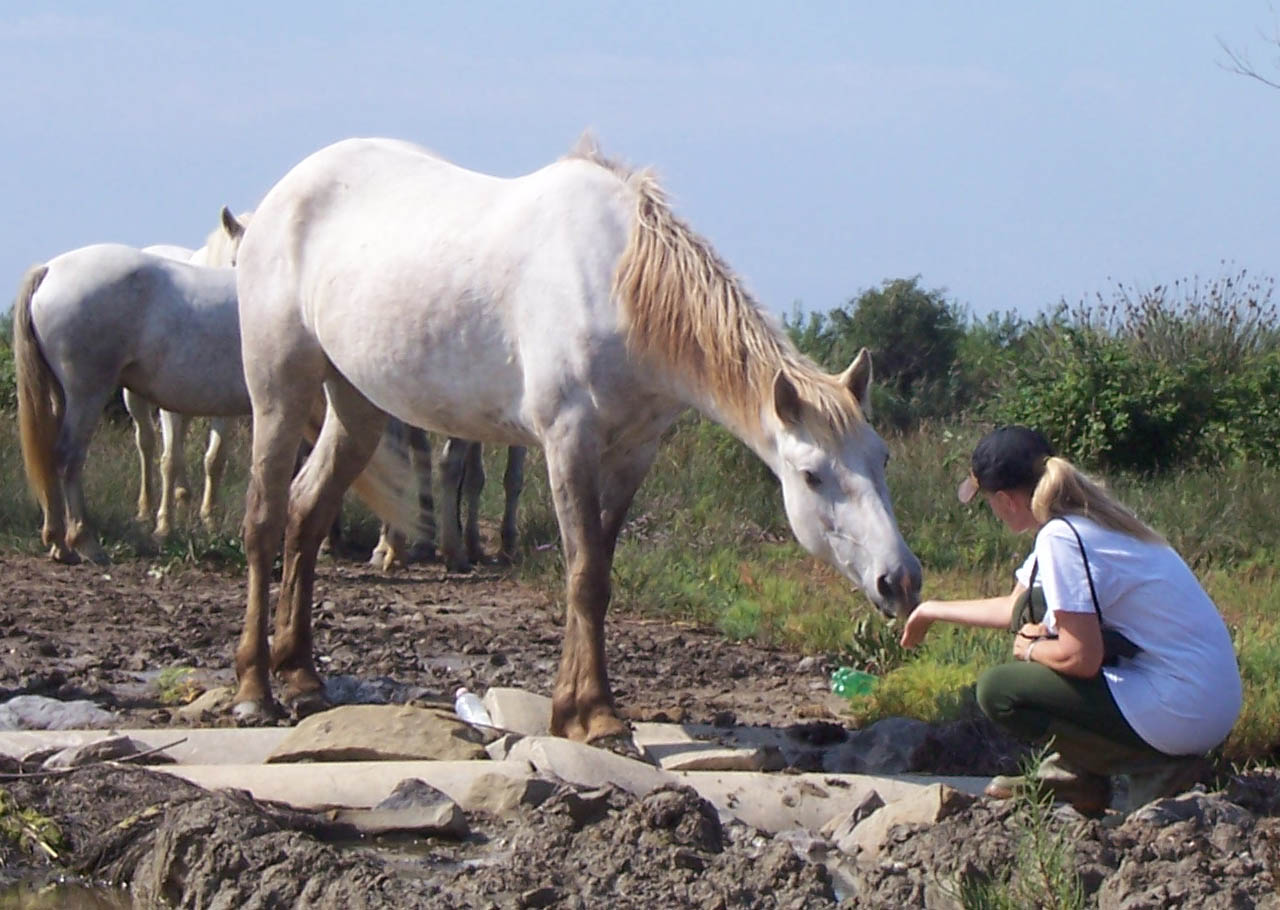
Ngựa Camargue bán hoang dã tiếp xúc với con người

Mèo hoang hoặc những con mèo hoang sống gần người có thể quen với sự hiện diện của chúng nhưng không có người chủ, chúng khác biệt với mèo hoang là chỗ không có nguồn thức ăn thường xuyên. Chúng thường được cho ăn ở những nơi không để lại thức ăn cho riêng một con mèo nào cả, và chúng tìm nơi trú ẩn một cách "vô tình", chẳng hạn như trong các tòa nhà, trang trại và đôi khi có chủ ý từ con người. Một lý do phổ biến để dung nạp và thậm chí nuôi dưỡng những con mèo này là để chúng săn và giết những loài gây hại hoặc vì cảm giác thích thú chung đối với mèo. Thông thường, việc sở hữu bán phần những con mèo góp phần làm cho mèo quá đông và sinh sản quá mức khi mọi người nuôi dưỡng nhưng không chăm sóc mèo.
Trong số các giống ngựa, ngựa Camargue của Pháp từng được coi là một loài hoang dã, mặc dù việc tiếp xúc nhiều hơn với con người đã khiến nó trở thành loài bán hoang dã. Những con ngựa này vẫn sinh sản theo đàn và chăn thả khắp các vùng đồng bằng mà không bị cản trở, mặc dù các chủ trang trại (được gọi là người làm vườn-gardians, "cao bồi Camargue", và quản lý, "chủ trang trại") thường xuyên vây quanh chúng để kiểm tra ngựa con mới sinh. Nếu bị bắt thì những con ngựa Camargue cũng thường là phục tùng và được coi là đáng tin cậy, thường được sử dụng để chăn gia súc. Các loại ngựa chủ yếu sống tự do khác, chẳng hạn như ở Iberia và ngựa Exmoor, ngựa New Forest, ngựa Fell và ngựa Dartmoor có chủ sở hữu để phân biệt chúng với ngựa hoang thực sự, chẳng hạn như ngựa Mustang của Mỹ hoặc ngựa Brumby của Úc.
Ở những con chó hoang, có một tỷ lệ tử vong cao tồn tại ở những con chó thả rông (thường được gọi là "chó đi lạc", chó đi hoang), ngay cả những con chó đã được hỗ trợ bởi con người, quần thể chó hoang hóa này thường được bổ sung bằng những con chó nhà đến gia nhập bầy. Hầu hết những con chó bị bỏ rơi ở thế giới phương Tây đều được đưa đến nơi trú ẩn, ngoại trừ một số trung tâm đô thị Bắc Mỹ dày đặc và vùng nông thôn Nam Âu, đặc biệt là Ý, nơi những con chó bị bỏ rơi trở thành loài hoang dã hoặc bán hoang dã. Một số loài chó bán hoang dã nhận được một phần đáng kể chế độ ăn uống của chúng từ con người có thể đủ sức để săn mồi, tự kiếm ăn nhưng nhiều con chó săn không thành công nếu không có sự hỗ trợ của con người. Chó bán hoang có nhiều khả năng truyền bệnh hơn so với chó nhà. Thái độ văn hóa của từng địa phương khiến cách con người tương tác với chó hoang khá khác nhau.
Nhiều loại chim có thể là loài bán hoang dã, bao gồm thiên nga đen, vịt trời và chim bồ câu. Có lẽ loài chim bán hoang dã nổi tiếng nhất là chim bồ câu, loài chim mà người dân đã biết là thu hút các hộ gia đình của họ trong khoảng 3.000 năm. Rất khó để nuôi chim bồ câu vì chúng sống chung một vợ một chồng, vị tha và cần không gian rộng rãi để bay vì vậy phương pháp đánh bẫy bán hoang dã hiện là hiệu quả nhất. Từ Ai Cập đến Tây Phi, các tòa nhà lớn đã được xây dựng với mục đích thu hút chim bồ câu bán hoang dã, một số có tới 1.000 con. Dê Bagot sống bán hoang dã tại Blithfield Hall ở Staffordshire, Anh, nơi chúng được du nhập vào đây từ thế kỷ 14. Những con trâu nhà có thể trở nên hoang dã khi bị bỏ rơi, ở miền bắc Australia, chúng được nuôi để giết thịt mặc dù chưa được thuần hóa hoàn toàn. Những con bò Corriente bán hoang dã đã bị giết để lấy thịt bò kém chất lượng vào thế kỷ 20 và bây giờ thường được sử dụng trong trò chơi cưỡi bò rodeo. Những con cừu bán hoang dã cũng đã tồn tại khắp châu Âu. 